# براين أوستن غرين
براين أوستن غرين (بالإنجليزية: Brian Austin Green)‏ ممثل أمريكي من مواليد 15 يوليو 1973.

## مواقع خارجية
- براين أوستن غرين على موقع IMDb (الإنجليزية)
- براين أوستن غرين على موقع ألو سيني (الفرنسية)
- براين أوستن غرين على موقع ميوزك برينز (الإنجليزية)
- براين أوستن غرين على موقع أول موفي (الإنجليزية)
- براين أوستن غرين على موقع قاعدة بيانات الأفلام السويدية (السويدية)
- براين أوستن غرين على موقع إن إن دي بي (الإنجليزية)
- براين أوستن غرين على موقع قاعدة بيانات الفيلم (الإنجليزية)
- براين أوستن غرين على موقع كينوبويسك (الروسية)